# Aozora Pedal
«Aozora Pedal» (アオゾラペダル) es el 17 sencillo de la boy band japonesa Arashi. el sencillo fue lanzado en tres ediciones; una edición normal que contiene una pista adicional y karaokes de todas las canciones del sencillo y dos ediciones limitadas conteniendo un DVD con el video musical y el making-of de la canción del video. El sencillo debutó como número uno en la lista Oricon con una venta inicial de 154 832 copias.

## Información del sencillo

### "Aozora Pedal"
- Letras y Compuesto por: Shikao Suga
- Arreglado por: Tomoo Ishiduka

### "Kiss Kara Hajimeyou"
- Letras: Youth Case
- Compuesto por: Velvetronica
- Arreglado por: Ha-j

### "Natsu no Owari ni Omou Koto"
- Letras: Takashi Ogawa
- Compuesto y arreglado por: Kouji Ueno

## Lista de pistas
- Edición Normal Lista de pistas

| Pista # | Título de pista                                                          | Duración |
| ------- | ------------------------------------------------------------------------ | -------- |
| 1       | "Aozora Pedal" ("アオゾラペダル")                                        | 5:21     |
| 2       | "Kiss Kara Hajimeyou" ("Kissからはじめよう")                             | 4:28     |
| 3       | "Natsu no Owari ni Omou Koto" ("夏の終わりに想うこと")                   | 4:04     |
| 4       | "Aozora Pedal" (Karaoke) ("アオゾラペダル"カラオケ)                      | 5:21     |
| 5       | "Kiss Kara Hajimeyou" (Karaoke) ("Kissからはじめよう"カラオケ)           | 4:28     |
| 6       | "Natsu no Owari ni Omou Koto" (Karaoke) ("夏の終わりに想うこと"カラオケ) | 4:04     |

- Edición Limitada Lista de pistas

| Pista # | Título de pistas                             | Duración |
| ------- | -------------------------------------------- | -------- |
| 1       | "Aozora Pedal" ("アオゾラペダル")            | 4:53     |
| 2       | "Kiss Kara Hajimeyou" ("Kissからはじめよう") | 4:38     |

- Edición Limitada A DVD Lista de pistas

| Pista # | Título de pistas                  |
| ------- | --------------------------------- |
| 1       | "Aozora Pedal" ("アオゾラペダル") |

- Edición Limitada B DVD Lista de pistas

| Pista # | Título de pista                                               |
| ------- | ------------------------------------------------------------- |
| 1       | Making of Aozora Pedal (メイキング・フィルムのアオゾラペダル) |